# 保守的キリスト教
保守的キリスト教、伝統的キリスト教、（Conservative Christianity、Traditional Christianity）とは、特に西方教会における、伝統的なキリスト教の信仰と実践に重きをおくグループあるいは運動について用いられる語である。 この用語は西方教会における様々な動きを指している。これは保守的神学と呼ばれ、聖書に関する教派と個人の立場について述べられる。
保守的クリスチャンの語はしばしば福音主義教会とキリスト教根本主義者（総じてキリスト教原理主義と呼ばれる）によって、キリスト教社会運動と近代主義者（リベラル）から自らを区別するために使われる。
なお正教会においては、「伝統的」の語彙は頻繁に用いられるが、西方教会と東方教会はかなり異なる歴史的経緯を有しているために、西方教会における「保守的キリスト教」「伝統的キリスト教」と、正教会における「伝統」は、結果的に各種見解において似通っている部分はあるとしても、概念としては全く別のものであって軌を一にはしていない。

## 信仰
保守的キリスト教とキリスト教根本主義は多く重なる部分があるが、二つの用語は同意語ではない。保守的キリスト教の中心となる伝統的な信仰は三つの信条、使徒信条、ニカイア・コンスタンティノポリス信条、アタナシオス信条に見出される。
- イエス・キリストの処女降誕
- 三位一体の教理。父、子、聖霊。
- キリストの代償的贖罪
- イエス・キリストのからだの復活
- イエス・キリストの再臨
- 天国と地獄

キリスト教弁証論のWatchman.orgは、聖書無謬説と聖書の無誤性は、聖書の正統的信仰の核心であるとしている。しかし保守的なカトリックはその確信を共有していない。